# 沃沃明縣

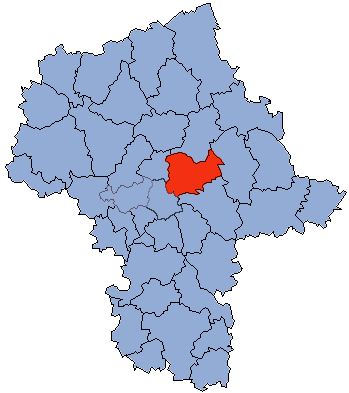

52°21′N 21°14′E / 52.350°N 21.233°E
沃沃明縣（波蘭語：Powiat wołomiński），是波蘭的縣份，位於該國中東部，由馬佐夫舍省負責管轄，首府設於沃沃明，面積955平方公里，2006年人口202,444，人口密度每平方公里210人。